# Pétrus (film)
Pour les articles homonymes, voir Petrus.
Pour plus de détails, voir Fiche technique et Distribution.
Pétrus est un film français réalisé par Marc Allégret, sorti en 1946.

## Synopsis
Migo, girl au « Frou-Frou » un cabaret montmartrois, tire sur son amant volage, Rodrigue Goutari, le manque et blesse accidentellement Pétrus, qui se trouve, par la même occasion, entraîné contre son gré dans un trafic de fausse monnaie.

## Fiche technique
- Réalisation : Marc Allégret
- Adaptation : Marcel Rivet[1] et Marc Allégret d'après la pièce de Marcel Achard
- Dialogue : Marcel Achard
- Images : Michel Kelber
- Cadreur : Raymond Clunie, assisté de Roger Fellous
- Décors : Max Douy
- Son : Tony Leenhardt
- Musique : Joseph Kosma - (éditions : Salabert)
- Montage : Henri Taverna[2]
- Scripte : Yvette Vérité
- Photographe de plateau : Sam Levin
- Production : Maurice Refrégier
- Société de production : Les films Impéria
- Pays de production :  France
- Format : Noir et blanc - 35 mm - 1,37:1 - Mono (Licence Tobis Klangfilm)
- Tournage : 26 janvier - 15 mai 1946, studios de Munchenstein Bâle (Suisse) et Radio Cinéma, studios des Buttes Chaumont
- Genre : Comédie
- Durée : 95 minutes
- Date de sortie : 
  - France : 2 octobre 1946
- Affiches : Claire Finel, Bernard Lancy (France)

## Distribution
- Fernandel : Pétrus Kazanian, photographe
- Pierre Brasseur : Rodrigue Goutari, danseur mondain et amant de Migo
- Marcel Dalio : Lucciani, le patron de la boite de nuit et faux-monnayeur
- Abel Jacquin : l'inspecteur Renault
- Simone Simon : Migo, la danseuse, maîtresse de Rodrigue
- Simone Sylvestre : Francine, danseuse et maîtresse de Lucciani
- Corinne Calvet : Liliane, danseuse et nouvelle maîtresse de Rodrigue
- Jean-Roger Caussimon : Milou, le graveur, faux-monnayeur
- Georges Dimeray : le bijoutier
- Georges Pally : le barman
- Jane Marken : Madame Portal, la bouchère
- Gabrielle Fontan : Madame Brissot, la vendeuse de journaux
- Cora Camoin : une danseuse
- Émile Riandreys : un agent
- Dominique Brevan : Annette, la fleuriste
- Mademoiselle Guillaumin : la chorégraphe
- Roger Vadim
- Jean Fleur
- Lucienne Rengnac
- Christine Ghil
- Lucette Dorignac
- Micheline Robert
- Solange Podell : une danseuse

## Production
Marc Allégret envisageait d'adapter le roman de Joseph Kessel, l'Armée des ombres écrit en 1943, avant de se voir confier la réalisation de Pétrus.[réf. souhaitée]